# Enzephalitis
Eine Enzephalitis (auch Encephalitis; neuzeitliche Bildung aus altgriechisch ἐνκέφαλος (enképhalos) „Gehirn“, aus ἐν „in“ und κεφαλή (kephalē) „Kopf“, und der medizinischen Endung -itis für „Entzündung“) oder Gehirnentzündung ist eine Entzündung des Gehirns. Sie ist meist infektiös bedingt, hervorgerufen durch Viren oder – seltener – durch Bakterien, Protozoen oder durch medizinisch relevante Pilze (wie Cryptococcus neoformans). Sie kann auch als Autoimmunerkrankung auftreten (Multiple Sklerose). Eine infektiöse Enzephalitis ist vor allem durch neurologische Funktionsstörungen gekennzeichnet. Sind auch die Hirnhäute mit einer Hirnhautentzündung (Meningitis) mit betroffen, spricht man von einer Meningoenzephalitis. Bei Beteiligung des Rückenmarks mit einer Rückenmarksentzündung (Myelitis) spricht man von einer Enzephalomyelitis, bei zusätzlichem Befall der Hirnhäute von einer Meningo-Enzephalomyelitis.

## Epidemiologie
In den USA werden jährlich 7 von 100.000 Personen wegen einer Enzephalitis stationär aufgenommen. In der Hälfte der Fälle ist die Ursache der Enzephalitis unbekannt. Von den bekannten Ursachen sind 20–50 % Viren. Das Herpes-simplex-Virus ist mit 50–75 % am häufigsten, gefolgt vom Varizella-Zoster-Virus, Entero-Viren und verschiedenen Arboviren.

## Formen
Je nach Verlauf, Ursache und genauem Hirnanteil lassen sich verschiedene Enzephalitiden unterscheiden. Nach dem Verlauf unterscheidet man akute, chronische und latente (ohne klinische Erscheinungen) Gehirnentzündungen.
Nach dem betroffenen Hirngewebe unterscheidet man:
- Panenzephalitis (Befall des gesamten Gehirngewebs)[4]
- Leukenzephalitis (Befall der weißen Substanz)[5]
- Polioenzephalitis (Befall der grauen Substanz, meist ausgelöst durch Polio-Viren)[6]

## Symptome
Folgende Symptome sind typisch für eine Enzephalitis:
- Wesensveränderung, veränderter zerebraler Zustand
- Entzündungszeichen: Fieber, Abgeschlagenheit, Kopfschmerzen usw.
- Krämpfe
- neurologische Veränderungen, z. B. Sehstörungen, Sprachstörungen
- Liquorveränderungen: Pleozytose
- Bildgebung: MRT-Zeichen
- EEG-Veränderungen

Je nach Schwere und Lokalisation der Erkrankung reichen die Beschwerden von Fieber, Kopfschmerzen und Abgeschlagenheit bis zu Lähmungen, Sehstörungen mit Doppelbildsehen, Krämpfen, Bewusstlosigkeit und Wahrnehmungs- und Orientierungsstörungen. Im weiteren Verlauf treten auch Einschränkungen der Sprachfähigkeit und der Geruchsempfindung auf.

## Ursachen
Fast immer ist eine Gehirnentzündung die Folge von Virusinfektionen, wie etwa Tollwut, Japanische Enzephalitis, Grippe, Masern, Röteln, Mumps und die durch Zecken übertragenen Enzephalitiden („Tick-borne encephalitis“) wie die Frühsommer-Meningoenzephalitis. Auch verschiedene Herpesviren wie Herpes-simplex-Viren oder das Varizella-Zoster-Virus können eine Enzephalitis verursachen (Herpes-simplex-Enzephalitis). Auch als Folge von COVID-19 wurden Gehirnentzündungen nachgewiesen, die nach Abklingen der akuten Symptomatik noch bestehen blieben.
Eine Entdeckung jüngeren Datums stellt die Erregergruppe der Prionen dar, die für die übertragbaren spongiformen Enzephalopathien verantwortlich ist.
Als bakterielle Erreger kommen beispielsweise die der Listeriose, des Typhus, der Syphilis oder der Borreliose in Betracht. Parasitär bedingte Enzephalitiden werden durch Protozoen (z. B. bei Afrikanischer Schlafkrankheit) oder Würmer (etwa bei einer Zystizerkose) verursacht.
Die Finne des Hundebandwurms (Echinococcus cerebri) kann wie die des Schweinbandwurms und eine Trichinose ebenfalls das zentrale Nervensystem befallen. Das gilt auch für die durch Trematoden hervorgerufene Bilharziose und den Befall mit dem Lungenegel (die Distomiasis). Auch Amöben bzw. Wechseltierchen – also Einzeller – kommen als Ursachen unterschiedlicher Formen der Amöbenenzephalitis in Betracht.
Einige wenige Pilze können eine mykotische Enzephalitis auslösen, z. B. im Rahmen einer Kryptokokkose.
Schließlich können Autoimmunerkrankungen und paraneoplastische Erkrankungen zu Gehirnentzündungen führen, beispielsweise bei der Bickerstaff-Enzephalitis.
Säuglinge und sehr alte Menschen sind stärker gefährdet, eine Enzephalitis zu bekommen.

## Diagnostik
Da einem Verdacht auf eine Enzephalitis häufig eine unspezifische Symptomatik zugrunde liegt, die differenzialdiagnostisch abgeklärt werden muss (zum Beispiel Ausschluss von Hirntumoren, Vergiftungen oder Tuberkulose), werden insbesondere folgende Diagnoseverfahren angewandt: Erregernachweis durch Lumbalpunktion (Liquordiagnostik, gegebenenfalls mit anschließender Bestimmung des Erregers durch Polymerasekettenreaktion) mit zusätzlicher Auswertung von Auffälligkeiten während einer Elektroenzephalographie und einer Kernspintomographie.

## Behandlung
Gehirnentzündungen müssen im Krankenhaus stationär beobachtet und behandelt werden, um hinzukommende Probleme, wie etwa Bewusstlosigkeit, Krämpfe oder ein organisches Psychosyndrom, rechtzeitig zu erkennen und fachgerecht handeln zu können. Eine durch Bakterien verursachte Gehirnentzündung wird mit Antibiotika behandelt. Bei einer Infektion mit Herpes-simplex-Viren wird bereits beim Verdacht die spezifische Therapie mit einer intravenösen Gabe von Aciclovir begonnen und für mindestens drei Wochen fortgesetzt. Bestimmte Formen lassen sich durch Impfungen verhindern (FSME).

## Komplikationen
Eine leichte Gehirnentzündung im Rahmen einer Grippe wird häufig nicht bemerkt und klingt mit der Grippe wieder ab. Viren wie z. B. Herpes-simplex-Viren können zu einer schweren Erkrankung mit bleibenden Schäden führen. Es kann für längere Zeit zu Lähmungen und Sprachstörungen kommen. In schlimmen Fällen sind geistige Behinderung und Autismus-ähnliche Verhaltensstörungen möglich.
Bei bakteriellen Enzephalitiden beträgt die Sterblichkeit bis zu 50 Prozent.
In manchen Fällen kann sich aus einer Gehirnentzündung die Parkinson-Krankheit als Spätfolge entwickeln.

## Gesetzliche Meldepflicht
Virusbedingte Meningoenzephalitiden sind in Österreich gemäß § 1 Absatz 1 Nummer 2 Epidemiegesetz 1950 bei Erkrankung und Tod anzeigepflichtig. Zur Anzeige verpflichtet sind unter anderen Ärzte und Labore (§ 3 Epidemiegesetz).
Nach dem Recht Thüringens löst (auch) die Erkrankung und der Tod an den übrigen Formen der Meningitis/Encephalitis eine namentliche Meldepflicht aus und ebenfalls der Nachweis der übrigen Erregern der Meningitis/Encephalitis..

## Taumelkrankheit bei Hausgeflügel
Die Paramyxovirus-3-Infektion bei Hausgeflügel (besonders Tauben und Gänse) ist eine tödlich verlaufende ansteckende Gehirnentzündung mit Meningitis (auch Taumel- oder Drehkrankheit genannt). Sie ist gekennzeichnet durch Schiefhalten, durch Drehen oder Verdrehen des Kopfes und des Halses und durch Taumelbewegungen.